# Esko Tirronen
Esko Aulis  Tirronen, född 10 maj 1934 i Harlu, Viborgs län, död 13 november 2011 i Kuusankoski, var en finländsk målare.
Tirronen studerade vid Finlands konstakademis skola 1955–1959. Han framträdde vid sin konstnärliga debut i början av 1960-talet som en kraftfull informalist, men övergav snart denna riktning och återvände till en stiliserad men ofta nästan fotografisk realism. Gestalterna i hans bilder är vanligen bara delvis synliga och opersonliga, men ofta ändå attraktiva, som den springande flickan i målningen Augusti (1968, Ateneum). 1962 representerade Tirronen Finland på Biennalen i Venedig och 1967 på Biennalen i São Paulo. Åren 1973–1975 var han länskonstnär i Kymmene län.